# Блек Појнт-Грен Појнт (Калифорнија)
Блек Појнт-Грен Појнт (енгл. Black Point-Green Point) насељено је место без административног статуса у америчкој савезној држави Калифорнија.

## Демографија
По попису из 2010. године број становника је 1.306, што је 163 (14,3%) становника више него 2000. године.
| Група             | 2000.         | 2010.         |
| Белци             | 1.023 (89,5%) | 1.117 (85,5%) |
| Афроамериканци    | 6 (0,5%)      | 7 (0,5%)      |
| Азијати           | 25 (2,2%)     | 45 (3,4%)     |
| Хиспаноамериканци | 50 (4,4%)     | 112 (8,6%)    |
| Укупно            | 1.143         | 1.306         |